# Coatascorn
Coatascorn (tiếng Breton: Koadaskorn) là một xã của tỉnh Côtes-d’Armor, thuộc vùng Bretagne, tây bắc Pháp.

## Dân số
Người dân ở Coatascorn được gọi là Coatascornais.